# NGC 169A
NGC 169A(IC 1559)는 안드로메다자리에 위치한 타원 은하로, NGC 169와 상호 작용을 한다.